# Copestylum
Copestylum là một trong những chi ruồi giả ong đa dạng nhất về số lượng loài tại châu Mỹ. Chi gồm hơn 300 loài, chỉ bốn trong số này hiện diện ngoài châu Mỹ.

## Phân loại
Danh sách dưới đây chỉ gồm phân chi và loài điển hình của phân chi đó.
Phân chi: Copestylum Macquart, 1846
- Copestylum flaviventre Macquart, 1846

Phân chi: Phalacromyia Rondani, 1848
- Copestylum submetallicum (Rondani, 1848)

Phân chi: Glaurotricha Thomson, 1869
- Copestylum muscarium (Thomson, 1869)

Phân chi: Atemnocera Bigot, 1882a
- Copestylum scutellatum (Macquart, 1842)

Phân chi: Apophysophora Williston, 1888
- Copestylum trituberculatum Thompson, 1976

Phân chi: Megametopon (= Ophromyia) Giglio-Tos, 1891
- Copestylum nasicum (Williston, 1891)

Phân chi: Camerania Giglio-Tos, 1892a 
- Copestylum macrocephalum (Giglio-Tos, 1892)

Phân chi: Viereckomyia Curran, 1925b
- Copestylum gibberum (Schiner, 1868)

Phân chi: Lepidopsis Curran, 1925b
- Copestylum compactum (Curran, 1925)

Phân chi: Volosyrpha Shannon, 1929 
- Copestylum rufitarse Thompson, 1976

Phân chi: Volucellosia Curran, 1930d
- Copestylum fornax Townsend, 1895

Phân chi: Tachinosyrphus Hull, 1936b
- Copestylum pseudotachina (Hull, 1936)